# David Ketterer (Skirennläufer)
David Ketterer (* 22. Juni 1993 in Donaueschingen) ist ein ehemaliger deutscher Skirennläufer. Er war auf die Disziplinen Slalom und Riesenslalom spezialisiert.

## Biografie
Ketterer stammt aus Hochemmingen im Schwarzwald-Baar-Kreis. Das Skifahren erlernte als Dreijähriger, im Alter von neun Jahren nahm er erstmals an Rennen teil. Am 5. September 2005 starb sein Bruder Samuel beim Seilbahnunglück von Sölden, bei dem auch der Vater von Thomas Dreßen ums Leben kam. Ab Dezember 2008 startete Ketterer bei FIS-Rennen und spezialisierte sich schon recht früh auf Slalom und Riesenslalom. Sein erster Einsatz im Europacup folgte im November 2012. Bei der Juniorenweltmeisterschaft 2014 gewann er die Bronzemedaille im Mannschaftswettbewerb.
In der Saison 2014/15 konnte Ketterer keine Rennen bestreiten und im darauf folgenden Winter stagnierte seine Entwicklung. Aus diesem Grund zog er im August 2016 in die Vereinigten Staaten, schrieb sich an der University of Colorado Boulder ein und begann technische Physik zu studieren. Als Mitglied der Universitätsmannschaft Colorado Buffaloes war Ketterer sehr erfolgreich. Er wurde in der Saison 2016/17 Slalom- und Riesenslalom-Meister der National Collegiate Athletic Association und entschied mit fünf Siegen die Slalomwertung im Nor-Am Cup für sich. Aufgrund der unerwarteten Leistungssteigerung nahm ihn der Deutsche Skiverband wieder in den Kader auf.
Sein Weltcup-Debüt hatte Ketterer am 27. Januar 2017 beim Slalom am Ganslernhang in Kitzbühel, wo er Platz 45 belegte. Die ersten Weltcuppunkte gewann er am 10. Dezember 2017 mit Platz 26 im Slalom von Val-d’Isère. Sein bisher bestes Ergebnis ist der 18. Platz im Slalom von Saalbach-Hinterglemm am 20. Dezember 2018.
Im April 2023 beendete Ketterer seine Karriere.
Ketterer ist seit Juni 2021 mit der um rund acht Jahre älteren, früheren US-Skirennläuferin Resi Stiegler verheiratet. Gemeinsam haben sie zwei Töchter.

## Erfolge

### Weltcup
- 1 Platzierung unter den besten 20

### Weltcupwertungen
| Saison  | Gesamt | Gesamt | Slalom | Slalom |
| Saison  | Platz  | Punkte | Platz  | Punkte |
| ------- | ------ | ------ | ------ | ------ |
| 2017/18 | 150.   | 5      | 54.    | 5      |
| 2018/19 | 131.   | 13     | 46.    | 13     |
| 2021/22 | 138.   | 8      | 53.    | 8      |
| 2022/23 | 145.   | 9      | 51.    | 9      |

### Nor-Am Cup
- Alpiner Nor-Am Cup 2016/17: 6. Gesamtwertung, 1. Slalomwertung
- Alpiner Nor-Am Cup 2017/18: 4. Slalomwertung
- 11 Podestplätze, davon 5 Siege:

| Datum             | Ort               | Land   | Disziplin |
| ----------------- | ----------------- | ------ | --------- |
| 18. Dezember 2016 | Panorama          | Kanada | Slalom    |
| 4. Januar 2017    | Stowe Mountain    | USA    | Slalom    |
| 3. Februar 2017   | Vail              | USA    | Slalom    |
| 19. März 2017     | Mont Sainte-Marie | USA    | Slalom    |
| 20. März 2017     | Mont Sainte-Marie | Kanada | Slalom    |

### Juniorenweltmeisterschaften
- Roccaraso 2014: 3. Mannschaftswettbewerb, 4. Slalom

### Weitere Erfolge
- NCAA-Meister 2017 im Slalom und Riesenslalom
- 6 Siege bei FIS-Rennen